# Cees Bal
Cornelius „Cees“ Bal (* 21. November 1951 in Kwadendamme) ist ein ehemaliger niederländischer Radsportler. 1972 siegte er im Amateurrennen der Flandern-Rundfahrt.

## Erfolge
1972
- zwei Etappen Milk Race

1973
- eine Etappe Critérium du Dauphiné Libéré
- Gesamtwertung und eine Etappe Étoile des Espoirs
- Circuit des Frontières

1974
- Flandern-Rundfahrt
- eine Etappe Katalanische Woche
- Tour de l’Aude

1975
- eine Etappe Tour de l’Aude

1979
- eine Etappe Vuelta a España

## Grand-Tour-Platzierungen
| Grand Tour            | 1974 | 1975 | 1976 | 1977 | 1978 | 1979 |
| --------------------- | ---- | ---- | ---- | ---- | ---- | ---- |
| Vuelta a EspañaVuelta | –    | –    | –    | –    | DNF  | 49   |
| Giro d’ItaliaGiro     | –    | –    | 82   | –    | –    | –    |
| Tour de FranceTour    | DNF  | –    | –    | 51   | –    | –    |

## Monumente-des-Radsports-Platzierungen
| Monument                 | 1974 | 1975 | 1976 | 1977 | 1978 |
| ------------------------ | ---- | ---- | ---- | ---- | ---- |
| Mailand–Sanremo          | –    | 27   | –    | –    | –    |
| Flandern-Rundfahrt       | 1    | –    | –    | –    | –    |
| Paris–Roubaix            | 50   | 23   | –    | –    | 19   |
| Lüttich–Bastogne–Lüttich | –    | –    | –    | –    | –    |
| Lombardei-Rundfahrt      | –    | –    | –    | –    | –    |